# SPARKLE (山下達郎の曲)
「SPARKLE」（スパークル）は、山下達郎の楽曲。1982年1月21日に発売されたアルバム『FOR YOU』収録曲。

## 解説
「SPARKLE」は1982年リリースのアルバム『FOR YOU』収録曲。間奏のパートがサントリー生ビールのCMソングに使用された。後に1997年リリースのベスト・アルバム『GREATEST HITS! OF TATSURO YAMASHITA』リマスター盤CDにボーナス・トラックとして収録されたほか、後にオールタイム・ベスト『OPUS 〜ALL TIME BEST 1975-2012〜』にも収録された。
山下達郎はこの曲をレコーディングする一年ほど前に、1970年代末期モデルの茶色のフェンダー・テレキャスターを知人から5万円で購入した。当初はあくまでツアーの予備として手に入れたに過ぎなかったが、このギターが運命的な出会いとなり、このアルバム以降、全てのライブとレコーディングで使用していくことになった。この「SPARKLE」という曲は、正にこのギターに出会ったおかげで作り得たと言っていい作品だという。そこに青山純、伊藤広規、難波弘之、山下というリズム隊の、ツアーで培ったコンビネーションの成果が加わり、さらに、ミキサー吉田保と六本木ソニー・スタジオもピークの時期を迎えていて、山下にとってのレコーディング人生の中でも音楽的に最も成功した一作と思えるこの曲は、こうした様々な要因が重なったことで生まれたという。
また山下は、「私は元々ドラマーだったが、シュガー・ベイブ結成時にギターに持ち替えた。そのためリード・ギターのテクニックを持ち合わせず、カッティングに特化することにして数年続けた結果、それが逆に自分の個性になっていることに気付き、ギター・カッティングをフィーチャーした曲を書いてみた」とし、「今では私の代表作となっている」ともしている。ライブでもオープニング・ナンバーとして数多く演奏されており、ライヴ・ヴァージョンがライブ・アルバム『JOY –TATSURO YAMASHITA LIVE–』に収録された。

## ミュージック・ビデオ
2023年、山下達郎が1976年から1982年までのRCA/AIR YEARSに発売した、アナログ盤、カセット、全8アイテムを2023年リマスター&ヴァイナル・カッティングにて5カ月連続で発売する“TATSURO YAMASHITA RCA/AIR YEARS Vinyl Collection”から、5月3日にリリースの第一弾アルバム『FOR YOU』収録曲「SPARKLE」のミュージック・ビデオが4月26日、リリースに先立ちYouTubeにて公開された。
約40年の時を経ても世界中で愛され続ける楽曲と世界観を鮮やかに表現。クリエイティブスタジオYAR制作のもとコンセプト、アートディレクションにYOSHIROTTEN、ディレクターに黒柳勝喜を迎え、ダンサーのSORAKIとMisa Sugiyamaが楽曲の世界観を身体表現したビデオになっている。
YOSHIROTTENは「吉田美奈子さんが書いた詞の冒頭、“7つの海”というワードから虹色の海と弾ける泡、夢のようでマジカルな1夜の世界を想像して作りました。たくさんの方が様々なイメージを持ち、愛される曲なので、とある1つのお話として楽しんでもらえたら嬉しいです」、黒柳勝喜は「"SPARKLE"は私が生まれる前年リリースされた楽曲で、育った環境の中でメディアや再生機が変わっても必ず聴き続けてきた一曲でした。これからも残り続ける楽曲群の記念すべき機会に、最新の気持ちで普遍性を備えた映像を付けさせて頂けた事は大変光栄です」と、それぞれコメントしている。
太陽、月の光を受け美しく輝く海をバックに舞い踊る男性ダンサーと、光を浴びながら水中に舞う女性スイマーの映像が重なり合う、ひたすら美しい映像作品となっている。

## 評価
雑誌『レコード・コレクターズ』2020年7月号の特集「シティ・ポップの名曲ベスト100 1980-1989」で1位に選出。コメントで金澤寿和は「カー・オーディオの普及やヘッドフォン・ステレオの登場で音楽がアウトドアに持ち出され、なおかつそれがヤング・カルチャーと結びついて、シティ・ポップがリゾートへ向かった時代。その象徴が山下と大滝詠一であり、山下の曲で言えば、これと「LOVELAND, ISLAND」がそれに最も相応しいマテリアルになる。山下自身とバンドの進化、現在のシティ・ポップにつながる音楽シーンの成熟、80年代カルチャーの勢い、そうしたファクターの幸せな邂逅が、この曲を時代のシンボルたらしめた」と評している。

## レコーディング
| Words by 吉田美奈子             |
| Music by 山下達郎               |
|                                 |
| © 1982 by SMILE PUBLISHERS INC. |
|                                 |

| 山下達郎 : | - Electric Guitar, Percussion, - & Background Vocal |

| 青山純 : Drums                       |
| 伊藤広規 : Bass                      |
| 難波弘之 : Keyboards                 |
| 土岐英史 : Alto Sax Solo             |
| 吉田美奈子 : Background Vocal        |
| 数原晋 : Trumpet                     |
| 小林正弘 : Trumpet                   |
| 向井滋春 : Trombone                  |
| 粉川忠範 : Trombone                  |
| 村岡建 : Tenor Sax                   |
| 砂原俊三 : Baritone Sax              |
|                                      |
| 吉田保 : Recording & Mixing Engineer |

## 収録アルバム
| # | タイトル                            | リリース日    | レーベル                  | 規格        | 品番                                                  | 備考                                                                     |
| - | ----------------------------------- | ------------- | ------------------------- | ----------- | ----------------------------------------------------- | ------------------------------------------------------------------------ |
| 1 | FOR YOU                             | 1982年1月21日 | AIR ⁄ RVC                 | LP          | RAL-8801                                              |                                                                          |
| 1 | FOR YOU                             | 1982年1月21日 | AIR ⁄ RVC                 | CT          | RAT-8801                                              | - カセット同時発売 - アナログLPと同内容                                  |
| 2 | COME ALONG II                       | 1984年3月5日  | AIR / RVC                 | LP          | AIR-8005                                              | コンピレーション・アルバム                                               |
| 2 | COME ALONG II                       | 1984年3月5日  | AIR / RVC                 | CT          | ART-8005                                              | - カセット同時発売 - アナログLPと同内容                                  |
| 3 | GREATEST HITS! OF TATSURO YAMASHITA | 1997年6月4日  | AIR ⁄ BMG JAPAN           | CD          | BVCR-1541                                             | 山下監修によるデジタル・リマスタリング盤。ボーナス・トラックとして収録。 |
| 4 | OPUS 〜ALL TIME BEST 1975-2012〜    | 2012年9月26日 | MOON / WARNER MUSIC JAPAN | - 4CD - 3CD | - WPCL-11201/4【初回限定盤】 - WPCL-11205/7【通常盤】 | オールタイム・ベスト                                                     |